# Philipp Nötel
Philipp Nötel (1808 – 23. Juli 1884) war ein deutscher Theaterschauspieler.

## Leben
Nötel war vom 1. Februar 1826 bis 1880, also mehr als 50 Jahre, ununterbrochen Mitglied des Hoftheaters Darmstadt und gehörte zu den Zierden des Instituts. Bei seiner Pensionierung wurde er zum Ehrenmitglied der Bühne ernannt.
Der Künstler zeichnete sich hauptsächlich in der Darstellung treuherziger und verschmitzter Bediensteten aus. In Ernst Elias Niebergalls Stück Datterich, einer Türkenoper, spielte er die Rolle des Kalifen Harun al-Raschid
Sein Sohn Louis (1837–1889) wurde ebenfalls Theaterschauspieler.